# Sjebitkoe
Sjebitkoe (Sethos) was een koning van Koesj  en farao van de 25e dynastie van Egypte. 

## Biografie
Sjebitkoe (702-690 v.Chr.) volgde zijn oom Sjabaka op als farao van Egypte. Zijn troonnaam, Djedkare, betekent: "Blijvend is de ziel van Re"
Tijdens Sjebitkoe's regering viel Assyrië onder koning Sargon II Egypte binnen en veroverde een deel van het toenmalige Egyptische Rijk. Na de dood van Sargon zond Sjebitkoe zijn leger vanuit Koesj om diens opvolger, Sennacherib, het hoofd te bieden. Met de Slag bij Eltekh (701 v.Chr.) stopte hij de Assyriërs door een inname van Jeruzalem te beletten.
Recent wetenschappelijk onderzoek heeft geleid tot de theorie, dat Sjabaka niet vòòr maar nà Sjebitkoe regeerde; mogelijk waren oom en neef zelfs enige tijd co-regenten.  
Sjebitkoe werd door zijn broer Taharqa opgevolgd.

## Bouwwerken
- Sjebitkoe voltooide de  reliëfs van de tempel van Osiris Heqadjet in Egypte
- Sjebitkoe bouwde een piramide in El-Kurru

## Galerij

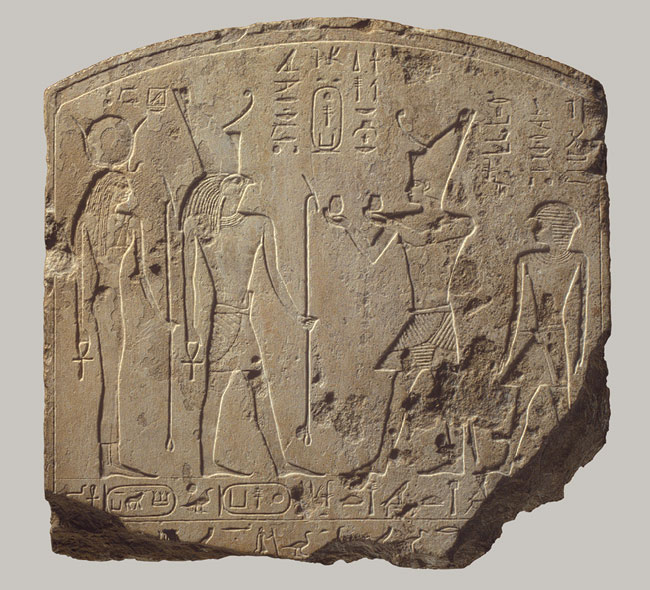
Reliëf van Sjebitkoe The MET